# Stazione di Kintetsu Tambabashi
La stazione di Kintetsu Tambabashi (近鉄丹波橋駅?, Kintetsu Tambabashi-eki) è una stazione ferroviaria situata nel quartiere di Fushimi-ku della città di Kyoto, nella prefettura omonima, in Giappone, servente la linea Kintetsu Kyōto delle Ferrovie Kintetsu, che congiunge Kyoto con Nara. Dista 6 km dal capolinea di Kyoto Centrale e permette l'interscambio con la linea principale Keihan delle ferrovie Keihan presso l'adiacente stazione di Tambahashi.

## Linee
Ferrovie Kintetsu
● Linea Kintetsu Kyōto

## Aspetto
La stazione è costituita da 2 binari passanti in superficie con due marciapiedi laterali, e il mezzanino si trova al piano sopraelevato, dove è possibile interscambiare con la stazione delle ferrovie Keihan.
| 1 | ■ Linea Kintetsu Kyōto | per Shin-Tanabe, Yamato-Saidaiji, Nara, Tenri, Yamato-Yagi, Kashiharajingū-mae e Yoshino |
| 2 | ■ Linea Kintetsu Kyōto | per Takeda, Tōji, Kyoto e Kokusaikaikan                                                  |

## Stazioni adiacenti
| «                    | Servizio             | »                    |
| Linea Kintetsu Kyoto | Linea Kintetsu Kyoto | Linea Kintetsu Kyoto |
| -------------------- | -------------------- | -------------------- |
| Fushimi              | Locale               | Momoyamagoryōmae     |
| Takeda               | Semiespresso         | Momoyamagoryōmae     |
| Takeda               | Espresso             | Momoyamagoryōmae     |